# Майкл Романофф
Майкл Романофф (англ. Michael Romanoff, при рождении Гершл Гегузин (англ. Hershel Geguzin); 1890—1971) — американский актёр и режиссёр, ресторатор, авантюрист.
Псевдонимы: Гарри Ф. Гергюсон (англ. Harry F. Gerguson) и Князь Михаил Дмитрий Александрович Оболенский-Романов (англ. Prince Michael Dimitri Alexandrovich Obolensky-Romanoff).
Назывался современниками «профессиональным самозванцем» и «самым поразительным лжецом в США XX века».

## Биография
Родился 20 февраля 1890 года в Вильно в многодетной еврейской семье. Отец — Эммануил, был торговцем поношенной одеждой; мать — Хинда, стала владельцем магазина после смерти мужа. Уезжавший в эмиграцию двоюродный брат матери — Иосиф Блумберг предложил взять Гершла с собой в Америку.
В Нью-Йорке семья Блумберга поселилась в небольшой комнате многоэтажного дома на Нижнем Ист-Сайде, и Гершл рано начал самостоятельную жизнь. Убегал из дома, бродяжничал, ночевал на улице. Во время одной из облав на беспризорных детей Гершла поймала полиция, и он оказался в приюте для еврейских сирот. Здесь он сменил своё имя на Гарри Ф. Гергюсон.
После пяти лет жизни в воспитательном доме Гарри Гергюсон нанялся матросом на уходивший в Европу грузовоз. Выйдя на берег в английском порту Саутгемптон, назад он не вернулся. Оказавшись в Англии и перебравшись в Оксфорд, Гарри стал портняжничать в мастерской. Затем он переехал в Лондон и, выдав себя за недавнего выпускника Оксфорда, нашёл место гувернёра в богатой семье. Благодаря своим личным качествам, Гарри стал «своим человеком» в высшем свете. Под вымышленным именем Уилби де Бюрк он появлялся на приёмах в светских салонах и фешенебельных клубах. Однако через некоторое время Уилби де Бюрк исчез из английского общества и появился в Париже, превратившись в русского князя Михаила Романова.
Депортированный в декабре 1922 года в Америку, Гарри Гергюсон был задержан чиновниками иммиграционной службы. Выйдя на свободу, он получил вид на жительство и временные документы на имя Майкла Романоффа. Затем он переезжает в Гарвард, где поступает на факультет истории искусств. Здесь Майкл снова сменил имя, выдавая себя за князя Дмитрия Романова-Оболенского.
Спустя год, бросив занятия в университете, Майкл пустился в мир авантюризма. В течение ряда лет, пересекая Атлантику, он совершал поездки в Европу и обратно, где знакомился с пассажирами, представляясь именами известнейших личностей — герцогом Веллингтоном, сэром Артуром Уэлсли, американским художником Рокуэллом Кентом, сыном князя Феликса Юсупова, потомком британского премьера Уильяма Гладстона и другими, включая наследника русского трона — великого князя Михаила Романова.
В декабре 1932 года Романофф в очередной раз прибыл в Америку, где принялся за прежнюю деятельность афериста с американским истеблишментом. Но в этот раз популярность лжекнязя его же и погубила. Он был арестован, и ему грозил большой срок заключения.
Спустя некоторое время, в ожидании приговора, Майкл вскрыл себе вены, но тюремный надзиратель спас ему жизнь. А судья, симпатизировавший Майклу, вынес ему условный приговор, после чего Романофф вышел на свободу и отправился в Европу. Через год он снова вернулся в Нью-Йорк.
Прирождённый артист, Майкл решил заняться серьёзной деятельностью. Обладая приятным, низкого тембра голосом, он стал выступать в музыкальных шоу на Бродвее. В 1936 году, решив покорить Голливуд, он переехал в Лос-Анджелес. Майкл работал по контракту техническим консультантом и режиссёром по этикету на студиях «Уорнер Бразерс» и «XX век Фокс». Снялся в эпизодических ролях более чем в двадцати фильмах, в том числе в таких, как «Триумфальная арка», «Парижская модель», «Гудбай, Чарли!».
Заработав, Майкл приобрел дом в Беверли Хиллз. Здесь же он на часть собственных средств, а также на 8000 долларов, одолженные ему такими знаменитостями, как Чарли Чаплин, Джеймс Кэгни и Хамфри Богарт, открыл 18 декабря 1939 года первоклассный ресторан «Romanoff’s», которым владел по 1962 год. Богарт всегда занимал в этом ресторане столик № 1. Среди постоянных посетителей и приятелей Романоффа были Дин Мартин и Фрэнк Синатра.
В 1948 году Майкл Романофф женился на Глории Листер (1948—1971), работавшей у него бухгалтером.
В свои 73 года Романофф решил уйти на покой. В 1962 году ресторан был закрыт, Майкл принимал гостей в своём доме. Часто его навещал Фрэнк Синатра, который 20 февраля 1970 года сделал Майклу большой подарок — устроил великолепный приём в честь его 80-летия.
Умер Романофф от сердечного приступа 1 сентября 1971 года в Лос-Анджелесе, Калифорния.